# Rasos de Peguera
Rasos de Peguera est une station de sports d'hiver des Pyrénées espagnoles située en Catalogne.